# 褶尾笛鯛
褶尾笛鯛，為輻鰭魚綱鱸形目鱸亞目笛鯛科的一種，分布於印度西太平洋區，從莫三比克至新幾內亞、澳洲海域，棲息深度70-80公尺，體長可達65公分，棲息在珊瑚礁、泥底質海域，屬肉食性，以魚類、無脊椎動物等為食，可做為食用魚。

## 擴展閱讀
維基物種上的相關：褶尾笛鯛